# لويس إسبينو
لويس إسبينو (بالإسبانية: Luis Espino)‏ هو لاعب كرة قدم مكسيكي في مركز الوسط، ولد في 4 يناير 1997 في كواويلا في المكسيك. لعب مع نادي ساكارامينتو ريببلك.

## وصلات خارجية
- لويس إسبينو على موقع قاعدة بيانات كرة القدم.إي يو (الإنجليزية)
- لويس إسبينو على موقع Soccerway.com (الإنجليزية)